# Numero primo euclideo
Un numero primo euclideo è un numero intero che è sia primo che numero di Euclide.
I numeri primi euclidei sono anche numeri primi primoriali.
I primi numeri di questa sequenza (identificata con il codice A018239 nell'archivio dell'OEIS) sono:
3, 7, 31, 211, 2311, 200560490131, ....
Il successivo numero primo euclideo ha 154 cifre.
È stato congetturato, ma non dimostrato, che esista un'infinità di numeri primi euclidei. 